# Ганаш
Ганаш (рум. Ganaș) — село у повіті Сату-Маре в Румунії. Входить до складу комуни Акиш.
Село розташоване на відстані 431 км на північний захід від Бухареста, 33 км на південний захід від Сату-Маре, 107 км на північний захід від Клуж-Напоки.

## Населення
За даними перепису населення 2002 року у селі проживали 6 осіб, усі — угорці. Усі жителі села рідною мовою назвали угорську.